# Joachim Friedrich (Brieg)

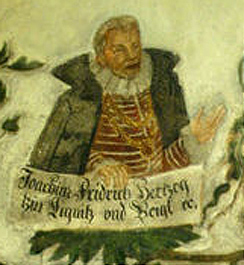
Joachim Friedrich Herzog von Liegnitz und Brieg

Joachim Friedrich von Brieg (auch Joachim Friedrich von Liegnitz-Brieg; polnisch Joachim Fryderyk legnicko-brzeski, tschechisch Jáchym Fridrich Břežsko-Lehnický; * 29. September 1550 in Brieg; † 25. März 1602 ebenda) war von 1586 bis 1602 Herzog von Brieg und 1595 bis 1602 Herzog von Wohlau. Von 1586 bis 1592 war er gemeinsam mit seinem Bruder Herzog von Ohlau, das Joachim Friedrich ab 1595 allein gehörte. 1596 erbte er zudem das Herzogtum Liegnitz.

## Herkunft und Familie
Joachim Friedrichs Eltern waren Georg II. „der Fromme“, Herzog von Brieg, Ohlau und Wohlau und Barbara von Brandenburg. Seinen Vornamen Joachim erhielt er nach seinem Großvater mütterlicherseits Joachim II. von Brandenburg, den zweiten Vornamen Friedrich nach seinem Großvater väterlicherseits  Friedrich II. von Liegnitz. Joachim Friedrich hatte noch den jüngeren Bruder Johann Georg sowie vier Schwestern.
Am 19. Mai 1577 vermählte sich Joachim Friedrich mit Anna Maria von Anhalt, einer Tochter des  Fürsten Joachim Ernst von Anhalt. Der Ehe entstammten die Kinder
1. Georg Ernst (* 29. August 1589 in Ohlau; † 6. November 1589 ebenda)
2. Johann Christian (1591–1639)
3. Barbara Agnes (* 24. Februar 1593 in Ohlau; † 24. Juli 1631), ⚭ am 18. Oktober 1620 Hans Ulrich von Schaffgotsch
4. Georg Rudolf (1595–1653)
5. Anna Maria (* 16. Dezember 1596 in Brieg; † 25. März 1602 ebenda)
6. Maria Sophia (* 26. April 1601 in Brieg; † 26. Oktober 1654 in Parchwitz)

## Leben
Joachim Friedrich verbrachte während seiner Jugend mehrere Jahre am Hofe seines Onkels Johann Georg von Brandenburg. Von ihm wurde er als Vertreter Brandenburgs zur Krönung des französischen Prinzen Heinrich von Anjou zum König von Polen nach Krakau entsandt. Am 27. Oktober 1575 nahm er an der Krönung von Rudolf II. zum Römisch-deutschen König in Rom teil. 1585 bewarb sich sein Vater im Einvernehmen mit seinem Schwager Johann Georg von Brandenburg für Joachim Friedrich erfolgreich um die Propstei am Magdeburger Dom. Schon vorher hatte Joachim Friedrich die Brieger Dechantei inne.
Nach dem Tod seines Vaters 1586 wurde Joachim Friedrichs Stellung dadurch geschwächt, dass er den vom Vater hinterlassenen Besitz mit seinem jüngeren Bruder Johann Georg teilen musste, da der Grundsatz des Erstgeburtsrechts noch nicht durchgesetzt worden war. Joachim Friedrich erhielt das Herzogtum Brieg, das jedoch um die Stadt Brieg verkleinert war, die seiner Mutter Barbara als Wittum zustand. Seinem Bruder Johann Georg fiel Wohlau zu. Das zum Erbe ebenfalls gehörende Ohlau erhielten sie gemeinsam. In Ohlau residierten sie zunächst gemeinsam. Zur Tilgung der vom Vater hinterlassenen Schulden mussten einzelne Güter veräußert werden. Als im dritten polnischen Interregnum Erzherzog Maximilian seinen Thronanspruch anmeldete und Mitte Oktober 1587 mit seinem Militär die schlesisch-polnische Grenze bei Beuthen überschritt, wurde er mit einem Kontingent Reiter von Joachim Friedrich unterstützt. Vermutlich deshalb wurde er 1588 zum Oberbefehlshaber der schlesischen Armee ernannt.
Nach dem Tod seines Bruders Johann Georg, der 1592 ohne Nachkommen starb, erbte Joachim Friedrich Wohlau, das er nun wieder mit Brieg verband. Johann Georgs Witwe Anna von Württemberg erhielt Ohlau als Wittum. Nachdem sie sich im Oktober 1594 mit Friedrich IV. von Liegnitz wiederverheiratete, verlor sie ihr Wittum, so dass Ohlau nunmehr an Joachim Friedrich gelangte. 1595 fiel ihm nach dem Tod seiner Mutter auch die Stadt Brieg zu. Nunmehr konnte er das gesamte väterliche Erbe in seiner Hand vereinen. Als er 1596 seinen ebenfalls ohne männliche Nachkommen verstorbenen Vetter Friedrich IV. von Liegnitz beerbte, gehörte ihm nunmehr auch Liegnitz.
Als 1599 der Breslauer Bischof Bonaventura Hahn vom Papst zur Resignation gezwungen wurde, lehnten Joachim Friedrich und sein Schwager, Herzog Karl II. von Münsterberg-Oels, die Teilnahme an der Wahl des Bischofs Paul Albert ab, da dieser kein Schlesier war.
1599 erwarb Joachim Friedrich von Peter Wok von Rosenberg die bis dahin zum Herzogtum Münsterberg gehörenden Städte Reichenstein und Silberberg. Allerdings wurde das Privileg der Münzprägung beim Verkauf an Joachim Friedrich ausgenommen. Nachdem ihm dieses 1601 vom Kaiser Rudolf II. in seiner Eigenschaft als König von Böhmen ebenfalls verliehen wurde, nutzten es Joachim Friedrich und seine Nachfolger eifrig. Dadurch kam es zu einer deutlichen Hebung des Reichensteiner Bergbaus.
Während seiner Regierung bestätigte Joachim Friedrich den Städten seines Herrschaftsgebiets die bisherigen Privilegien und unterstützte die Entwicklung des Handwerks. Die unverheirateten Töchter des abgesetzten Heinrich XI. von Liegnitz unterstützte er finanziell.
Joachim Friedrich starb am 25. März 1602 in Brieg. Sein Leichnam wurde am 7. Mai d. J. in der Brieger St.-Hedwigs-Kirche beigesetzt. Nach seinem letzten Willen, den er am 16. Dezember 1595 niedergeschrieben hatte, erhielt seine Witwe Ohlau als Wittum. Als Herzöge folgten ihm seine beiden Söhne Johann Christian und Georg Rudolf nach. Sie erhielten ihre Gebiete vom böhmischen Landesherrn zwar als Gesamtbelehnung, teilten es jedoch wieder. Da sie zu diesem Zeitpunkt noch minderjährig waren, wurde die Regentschaft von ihrer Mutter ausgeübt. Nach ihrem Tod 1605 übte ihr Onkel Karl II., Herzog von Münsterberg-Oels die Vormundschaft aus.
Marschall und Hofmeister Joachim Friedrichs war Hans von Schweinichen.